# Mont Townsend
Le mont Townsend est une montagne culminant à 2 209 mètres d'altitude en Nouvelle-Galles du Sud, en Australie, Elle fait partie des Snowy Mountains, dans les Alpes australiennes. Elle constitue le deuxième plus haut sommet de l'île, ce qui lui vaut d'être classée sur la liste de Bass des sept sommets secondaires. Gravie pour la première fois en 1840 par Paweł Edmund Strzelecki et James Macarthur, elle reste néanmoins peu fréquentée, dépassée en altitude par le mont Kosciuszko tout proche et moins accidenté. Ces deux montagnes font partie du parc national du Kosciuszko.

## Toponymie

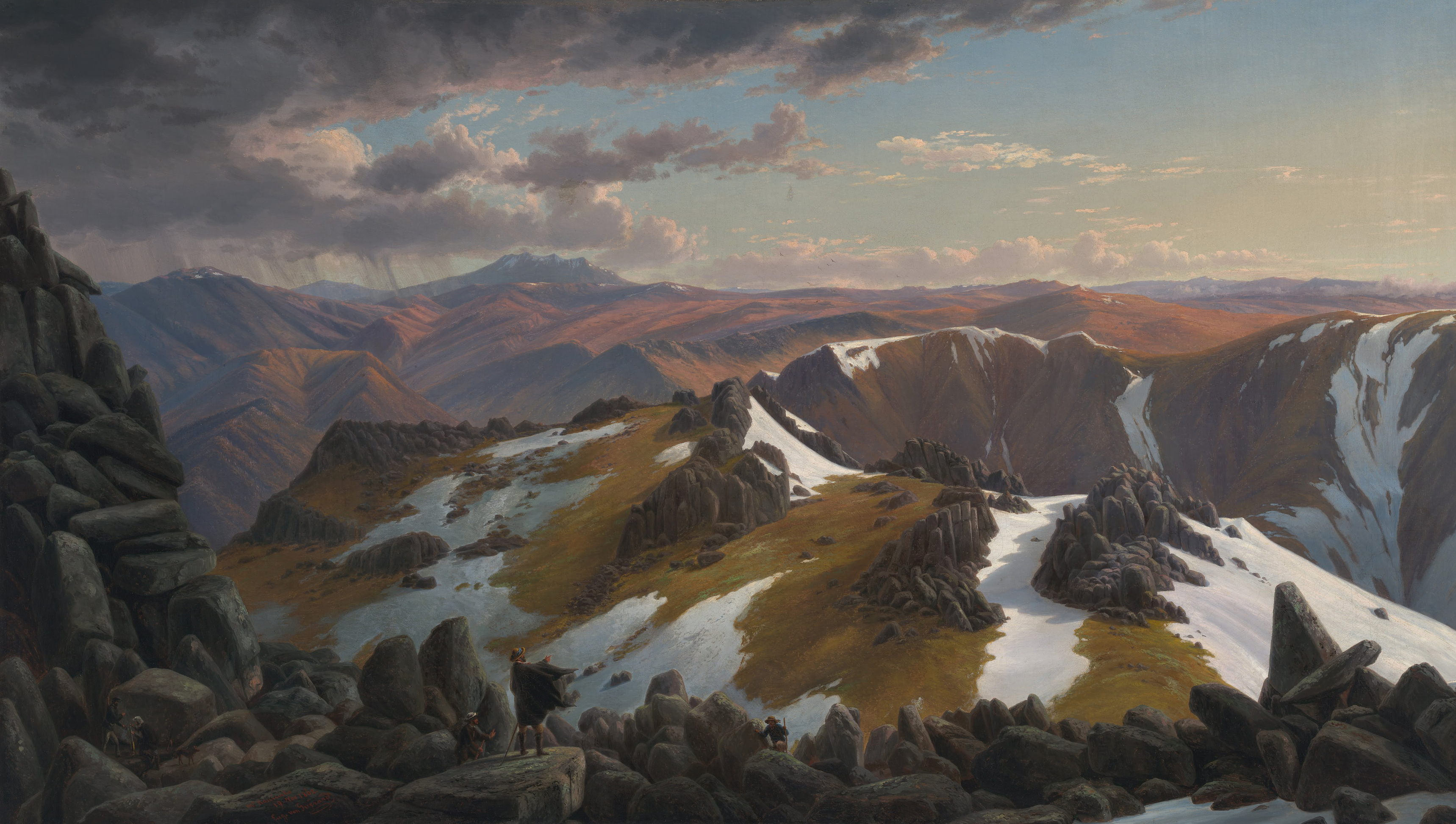
Northeast view from the northern top of Mount Kosciusko (Eugene von Guérard, 1863), en réalité le mont Townsend.

Le mont Townsend est nommé par Robert Lendlmayr von Lendenfeld en 1885 en l'honneur du géodésiste Thomas Townsend, qui fait apparaître pour la première fois le nom de mont Kosciusko sur une carte de l'Australie en 1851. Lendenfeld annonce avoir identifié avec certitude le véritable plus haut sommet de l'île. En effet, des mesures successives montrent que le sommet qui avait officiellement pris le nom de mont Kosciusko, à la suite d'une confusion historique, était en réalité plus bas que celui situé quelques kilomètres au sud. Pour cette raison, en 1909, le New South Wales Lands Department décide d'inverser les toponymes des deux sommets, en préférant garder le nom de mont Kosciusko pour le plus haut. De ce fait, la représentation intitulée Northeast view from the northern top of Mount Kosciusko datant de 1863 par Eugene von Guérard et exposée à la Galerie nationale d'Australie figure en réalité le mont Townsend.

## Géographie
Le mont Townsend se situe dans Sud-Est de l'Australie, dans le Sud de l'État de Nouvelle-Galles du Sud. Il se trouve à sept kilomètres à l'ouest de la station de sports d'hiver de Charlotte Pass, à dix kilomètres au nord-nord-ouest du village de Thredbo, tandis que Jindabyne est à 35 kilomètres à l'est, à vol d'oiseau, et un peu plus de 50 kilomètres par la route construite au début du XXe siècle ; Canberra est à 150 kilomètres au nord-est, Sydney et Melbourne sont à équidistance à 450 kilomètres. Les côtes de la mer de Tasman se trouve à un peu plus de 150 kilomètres à l'est et au sud. Le sommet s'élève à 2 209 mètres d'altitude dans les Snowy Mountains, un massif des Alpes australiennes. Il constitue leur deuxième plus haut sommet et également le deuxième de l'île, après le mont Kosciuszko. Sa hauteur de culminance par rapport à ce dernier, situé à seulement 3,7 kilomètres au sud, est de 189 mètres. En revanche, ils sont dépassés par le pic Mawson sur l'île Heard, qui s'élève à 2 745 mètres d'altitude et constitue le point culminant de l'État australien. Le mont Townsend appartient au bassin de la rivière Geehi.

## Histoire
Le mont Townsend a vraisemblablement été gravi avant l'arrivée des Européens en Australie par les Aborigènes qui venaient y prélever, afin de s'en nourrir, les bogongs lors de la migration estivale de ce papillon de nuit. En 1824, Hamilton Hume et William Hovell pourraient avoir aperçu le mont Townsend et Abbott Range. Par la suite, de nombreux bergers occupent les hauteurs dans les années 1930 mais le mont Townsend étant dépourvu de pâturages, contrairement aux pentes du mont Kosciuszko, ils n'ont pas de raison particulière de monter jusqu'au sommet.
L'explorateur polonais Paweł Edmund Strzelecki a probablement première ascension officielle du mont Townsend. Il débarque à Sydney le 25 avril 1839, commence aussitôt à étudier la région et fréquente durant trois mois de nombreuses personnes, dont James Macarthur, en apprenant leurs us et coutumes. Les deux hommes joignent leurs efforts, l'un passionné par la géologie l'autre, intéressé par les potentialités dans l'élevage, fournissant le plus gros de la nourriture, des chevaux et des hommes pour les accompagner. Ils partent pour les Snowy Mountains le 21 décembre ; ils arrivent à Camden le 26 décembre et à Bagalong le 10 janvier 1840. Le 5 février, ils sont à Ellerslie. Ils sont accompagnés de Michal Wieczorek, Trevor Savage, James Riley et Charlie Tara, un Aborigène. Ils quittent la ville le 2 mars et, par la suite, les repères chronologiques laissés dans le journal du Polonais resteront très vagues, contrairement à ses descriptions topographiques. Ils réalisent leur approche par la vallée du fleuve Murray, à l'ouest. Wieczorek et Savage restent à Welaregang mais un autre Aborigène prénommé Jacky, disposant de meilleures connaissances sur les montagnes, intègre l'expédition. Selon les propres mots de Strzelecki, le début de l'ascension est compliqué par la raideur de la pente, les nombreuses ravines et cours d'eau sur ce versant, ainsi que par le poids de leur charge. Ils doivent en effet porter leurs affaires sur leur dos à la suite de l'abandon des chevaux dont Riley conserve la garde. Les quatre hommes restants poursuivent la montée par Geehi Walls et Hannels Spur. Finalement, une fois le rebord du plateau franchi, elle devient plus abordable. Ils terminent l'ascension à deux par Abbott Range. Finalement, Strzelecki écrit :

« Le 15 février [en réalité le 12 mars], aux alentours de midi, je me retrouvai sur un relief de 6 510 pieds au-dessus du niveau de la mer, siégeant dans les neiges éternelles. »

— Paweł Edmund Strzelecki
Toutefois, d'après Macarthur, le Polonais s'aperçoit rapidement, à l'aide de ses instruments, que le sommet situé en face d'eux est plus élevé que celui où ils se situent. Ils le nomment mont Kosciuszko mais la confusion qui règne se perpétuera plusieurs années avant que la situation toponymique soit éclaircie avec le mont Townsend. Quoi qu'il en soit, Strzelecki effectue seul l'ascension du second sommet, qu'il atteint dans l'après-midi.

## Activités

### Randonnée pédestre
Quoique moins élevé que le Kosciuszko, le mont Townsend possède un sommet plus accidenté et proéminent que le mont Kosciuszko, à pente assez douce. En raison de la facilité d'ascension du mont Kosciuszko et de l'accessibilité plus restreinte au mont Townsend, une tradition a émergé parmi les alpinistes se rendant au sommet de ce dernier voulant qu'ils prennent avec eux un rocher au bas de la montagne pour le déposer au sommet et ainsi faire que le mont Townsend devienne un jour le plus élevé des deux.
Le mont Towsend est accessible par la Main Range Walk qui forme, avec la Summit Walk, une boucle au départ de Charlotte Pass, à l'est. Elle peut être rejointe par le sud depuis Thredbo en passant au pied du mont Kosciuszko.

Vue depuis le mont Kosciuszko en direction du mont Townsend au nord.

### Protection environnementale
Le sommet est situé à l'intérieur du parc national du Kosciuszko. Il est créé en 1944 en tant que parc d'État, à la suite de sécheresses répétées, accentuées par les nombreux incendies et les prélèvements en eau pour alimenter les barrages. Des rapports sont rédigés dans les années 1930 par Baldur Byles à destination du Commonwealth Forestry Bureau et par The Soil Conservancy Service of New South Wales afin d'alerter les autorités sur la fragilité de la flore. Les pressions exercées entre autres par le National Parks and Primitive Area Council of New South Wales aboutissent à la signature du Kosciusko State Park Act qui garantit une zone de protection de 5 000 km2 centrée sur le sommet. Il prévoit également la création, en son sein, d'une zone dite « primitive », qui voit finalement le jour en 1963. En 1958, toute la partie située au-dessus de 4 500 pieds (1 370 m) est interdite au pastoralisme. En 1967, la zone acquiert officiellement le statut de parc national puis, en 1977, il est classé comme réserve de biosphère par l'UNESCO. En 1996, les gouvernements de Nouvelle-Galles du Sud, du Victoria et du Territoire de la capitale australienne signent, conjointement avec l'État fédéral, un mémorandum d'entente pour la gestion coopérative des cinq parcs nationaux des Alpes australiennes, dont l'interconnexion comprend la quasi-intégralité des zones alpines et subalpines d'Australie. Au milieu des années 1990, le parc national de Kosciuszko accueillait trois millions de visiteurs par an.